# Сулейман-паша Бушати
Сулейман-паша Бушати (тур. Süleyman Paşa (упоминается в 1685—1692 годах) — османский военный деятель, санджак-бей Скутари (Шкодера) и визирь.

## История
Один из первых известных представителей албанского знатного рода Бушати.
Как только Сулеймана назначили санджак-беем Скутари в Албании, он обратил внимание на Черногорский вилайет. Он знал об союзных отношениях между черногорцами и Венецианской республикой. Услышав о переговорах между митрополитом Рувимом Болевичем и венецианским проведитором Зено, Сулейман-паша всеми силами старался разорвать этот союз и отделить черногорцев и брдян от венецианцев.
Во время Великой турецкой войны (1683—1699), санджак-бей Скутари Сулейман-паша в 1685 году возглавил отряд, который подошел на Цетинье, историческую и культурную столицу Черногории. На своём пути он столкнулся с гайдуками (1200 чел.) на венецианской службе под командованием Байо Пивлянина на холме Вртиелька (в битве при Вртиельки), где 7 мая 1685 года турки-османы разбили гайдуков . Утверждается, что Сулейману удалось проникнуть в Цетинье только с помощью брдян, которые враждовали с другими черногорскими племенами. После этого турки-османы прошли с 500 отрубленными головами через Цетинье, а также напали на Цетинский монастырь и дворец раннего господаря Зеты Ивана Черноевича . Сулейман-паша приказал отправить голову Байо османскому султану в качестве трофея . В 1686 году Сулейман-паша напал на Будву в Черногории.
В марте и мае 1688 года Сулейман-паша напал на черногорское племя кучи. Кучи под командованием воеводы Ивана Дрекаловича с помощью племен кельменди и пипери уничтожили войско Сулеймана, захватили Медун и получили в свои руки большое количество оружия и снаряжения.
Сулейман-паша во второй раз ворвался в Цетинье в 1692 году, снова с помощью брдян, и вытеснил венецианцев, восстановив власть Османской империи над Черногорией, которая была под венецианским покровительством. В то время брдяне мало уважали своих единоверческих племенных соседей, так как грабеж был их главным доходом. Сулейман-паша достиг соглашения с венецианцами на 11 условиях, согласно которым они должны были отступить из Цетинье. Однако перед отъездом венецианцы оснастили свой бывший укрепленный пункт в монастыре взрывчаткой. Этот взрыв позже вызвал сильное опустошение среди турок-османов, и сам Сулейман-паша был серьезно ранен.